# Cala Vento
Cala Vento est un groupe espagnol de rock indépendant, originaire de Gérone, Empordà. En 2025, ils comptent quatre albums : Cala vento (BCore, 2016), Fruto panorama (BCore, 2017), Balanceo (Montgrí, 2019) et Casa linda (Montgrí, 2023) et deux EP : Unos poco y otros tanto (BCore, 2015) et Canciones de sobra (BCore, 2018).

## Histoire
Le groupe, formé par Aleix (guitare) et Joan (batterie) en 2014, à Barcelone, en Espagne, s'inspire musicalement de Japandroids ou Nueva Vulcano. Après une pause dans leurs groupes respectifs, ils ressentent le besoin de jouer, de répéter et de donner des concerts. L'idée trotte dans la tête d'Aleix depuis un certain temps, et il voit en Joan le candidat parfait. Le groupe prend le nom de sa région d'origine, l'Empordà, où le vent et les criques sont légions, et retourne dans la ville de Flaçà pour continuer à développer sa carrière,.
Après avoir sorti la démo Rossija en 2014, avec l'aide d'Eric Fuentes (The Unfinished Sympathy) à la production et d'Iban Rodríguez au groupe d'étude Lluerna, ils enregistrent l'EP Unos pocos y otros tanto fin 2015. En 2017, ils publient leur deuxième album studio, Fruto panorama, dans lequel ils incluent des arrangements pour cordes (violoncelle). L'album est enregistré par Santi Garcia, Víctor Garcia et Borja Pérez à Cal Pau Recordings et par Iban Rodríguez à Lluerna, et mixé par Santi García et masterisé par Víctor García à Ultramarinos Costa Brava, recueillant de bonnes critiques. Cet album est suivi de l'EP Canciones de Sobra..., avec des prises de cet enregistrement.
En 2020, ils sont nommés à la XIIe édition des Premios MIN, remportant le « Prix Gibson du meilleur album rock » pour Balancingo. Le 29 janvier 2021, ils publient un maxi single composé de deux titres, avec les chansons El acecho et Teletecho - une collaboration avec Amaral. Pour la première fois, ils mettent de côté leur collaboration habituelle avec Eric Fuentes et Santi Garcia pour travailler avec Martin Glover Youth, membre de Killing Joke, et producteur de groupes comme The Verve, Primal Scream or The Jesus and Mary Chain.

## Discographie

### Albums studio
- 2016 : Cala Vento
- 2017 : Fruto panorama
- 2019 : Balanceo
- 2023 : Casa linda
- 2025 : Brindis

### Démos
- 2014 : Rossija

### EP
- 2015 : Unos poco y otros tanto
- 2018 : Canciones de sobra